# Championnat du Danemark féminin de football 2018-2019
Navigation
Édition précédente Édition suivante
L'Elitedivisionen 2018-2019 est la quarante-septième saison du championnat du Danemark féminin de football. Le Fortuna Hjørring vainqueur de la saison précédente remet son titre en jeu.

## Participants
Ce tableau présente les sept équipes qualifiées pour disputer le championnat 2018-2019. 

## Compétition
La compétition se dispute en deux temps. 
1. La première partie du championnat est une poule avec les huit participantes. Au terme des quatorze matchs les deux équipes placées aux deux dernières places sont reléguées en deuxième division.
2. la deuxième partie du championnat regroupe les six premières équipes de la première phase. Elles disputent chacune dix matchs supplémentaires. Elles commencent avec des points attribués au départ de la deuxième phase : 10 points pour l'équipe ayant terminé à la première place, 8 pour la deuxième, 6 pour la troisième, 4 pour la quatrième, 2 pour la cinquième et 0 pour la sixième.

### Classement
| Rang | Équipe                     | Pts | J  | G  | N | P  | Bp | Bc | Diff |
| ---- | -------------------------- | --- | -- | -- | - | -- | -- | -- | ---- |
| 1    | Brøndby IF                 | 40  | 14 | 13 | 1 | 0  | 64 | 5  | +59  |
| 2    | Fortuna Hjørring T         | 35  | 14 | 11 | 2 | 1  | 47 | 10 | +37  |
| 3    | VSK Aarhus                 | 24  | 14 | 8  | 0 | 6  | 27 | 31 | -4   |
| 4    | Ballerup-Skovlunde Fodbold | 24  | 14 | 7  | 3 | 4  | 20 | 25 | -5   |
| 5    | KoldingQ                   | 22  | 14 | 7  | 1 | 6  | 31 | 26 | +5   |
| 6    | FC Thy-Thisted Q P         | 8   | 14 | 2  | 2 | 10 | 21 | 43 | -22  |
| 7    | Odense Q                   | 7   | 14 | 2  | 1 | 11 | 16 | 44 | -28  |
| 8    | B 93 Copenhague P          | 2   | 14 | 0  | 2 | 12 | 7  | 49 | -42  |

| Légende : Qualifications et relégations | Légende : Qualifications et relégations                                       |
| --------------------------------------- | ----------------------------------------------------------------------------- |
|                                         | barrage de relégation                                                         |
|                                         | T : Tenant du titre P : Promu C : Vainqueur de la Coupe du Danemark 2018-2019 |

| Rang | Équipe                     | Pts | J  | G | N | P | Bp | Bc | Diff |
| ---- | -------------------------- | --- | -- | - | - | - | -- | -- | ---- |
| 1    | Brøndby IF                 | 35  | 10 | 8 | 1 | 1 | 36 | 9  | +27  |
| 2    | Fortuna Hjørring T         | 32  | 10 | 7 | 3 | 0 | 28 | 6  | +22  |
| 3    | VSK Aarhus                 | 20  | 10 | 4 | 2 | 4 | 17 | 21 | -4   |
| 4    | Ballerup-Skovlunde Fodbold | 12  | 10 | 2 | 2 | 6 | 11 | 31 | -20  |
| 5    | KoldingQ                   | 10  | 10 | 2 | 2 | 6 | 12 | 34 | -22  |
| 6    | FC Thy-Thisted Q P         | 6   | 10 | 2 | 0 | 8 | 12 | 25 | -13  |

| Légende : Qualifications et relégations | Légende : Qualifications et relégations                                       |
| --------------------------------------- | ----------------------------------------------------------------------------- |
|                                         | Ligue des champions féminine de l'UEFA 2019-2020                              |
|                                         | T : Tenant du titre P : Promu C : Vainqueur de la Coupe du Danemark 2018-2019 |

### Résultats
| Résultats (▼dom., ►ext.)                                   | AAR | B93 | BSF | BRO | FHJ | KOL | ODE | THY |
| VSK Aarhus                                                 |     | .   | .   | 1-6 | .   | .   | .   | 2-1 |
| B 93                                                       | .   |     | .   | .   | .   | 0-2 | .   | .   |
| Ballerup-Skovlunde Fodbold                                 | .   | 2-1 |     | .   | 1-1 | .   | .   | .   |
| Brøndby IF                                                 | .   | .   | .   |     | .   | .   | 5-0 | .   |
| Fortuna Hjørring                                           | .   | .   | .   | .   |     | .   | .   | 5-1 |
| KoldingQ                                                   | .   | .   | .   | .   | .   |     | .   | .   |
| Odense Q                                                   | .   | .   | 0-1 | .   | .   | .   |     | .   |
| FC Thy-Thisted Q                                           | .   | .   | .   | .   | .   | .   | 0-2 |     |
| - Victoire à domicile - Match nul - Victoire à l'extérieur |     |     |     |     |     |     |     |     |

| Résultats (▼dom., ►ext.)                                   | AAR | BSF | BRO | FHJ | KOL | THY |
| VSK Aarhus                                                 |     | .   | .   | .   | .   | .   |
| Ballerup-Skovlunde Fodbold                                 | 1-1 |     | .   | .   | .   | .   |
| Brøndby IF                                                 | 5-1 | .   |     | .   | .   | 3-1 |
| Fortuna Hjørring                                           | .   | 6-0 | .   |     | .   | .   |
| KoldingQ                                                   | .   | .   | .   | 1-1 |     | .   |
| FC Thy-Thisted Q                                           | .   | .   | .   | .   | 0-1 |     |
| - Victoire à domicile - Match nul - Victoire à l'extérieur |     |     |     |     |     |     |

## Statistiques
| Place              | Joueuse            | Club             | Buts |
| ------------------ | ------------------ | ---------------- | ---- |
| Médaille d'or      | Nanna Christiansen | Brondby          | 15   |
| Médaille d'argent  | Nicoline Sørensen  | Brondby          | 9    |
| Médaille de bronze | Tamires            | Fortuna Hjørring | 7    |
| 4                  | Mille Gejl Jensen  | Brondby          | 7    |

## Bilan de la saison
| Championnat du Danemark féminin de football 2018-2019   |                        |
| Champion                                                | Brøndby IF (12e titre) |
| Dauphin                                                 | Fortuna Hjørring       |
| Coupes et trophées                                      |                        |
| Vainqueur de la Coupe du Danemark 2018-2019             | Fortuna Hjørring       |
| Qualifications continentales                            |                        |
| Ligue des champions féminine de l'UEFA 2019-2020        | Brøndby IF             |
| Ligue des champions féminine de l'UEFA 2019-2020        | Fortuna Hjørring       |
| Promotions et relégations                               |                        |
| Promus en Championnat du Danemark féminin de football   | Farum BK               |
| Promus en Championnat du Danemark féminin de football   | Næsby                  |
| Relégués en Championnat du Danemark féminin de football | Odense Q               |
| Relégués en Championnat du Danemark féminin de football | B 93 Copenhague        |